# Lumbar (localidad)
Lumbar o Lumba, es el nombre por el que se conoció a la localidad valenciana de Llombay durante los tiempos visigóticos, entre los siglos V y VIII d. C.
Era la ciudad límite de la diócesis de Elche hacia el norte, lo que indica que poseía cierto grado de población. Tenía origen ibero-romano.
- Datos: Q5984795